# National Union of Journalists
Il National Union of Journalists (NUJ) è un sindacato di giornalisti del Regno Unito e della Repubblica d'Irlanda. Fondato nel 1907, conta più di 38.000 membri ed è affiliato alla Federazione internazionale dei giornalisti (IFJ).

## Organizzazione
L'Unione Nazionale de Giornalisti presenta un consiglio direttivo nazionale per ciascuna delle seguenti aree di attività professionali, che corrispondono ad altrettante sezioni del sindacato:  giornali e agenzie, freelance, riviste e libri, radiodiffusione, nuovi media e stampa, pubbliche relazioni.
Per l'Irlanda (Ulster e Repubblica d'Irlanda) e la Scozia esistono due consigli esecutivi nazionali che hanno competenza su tutti settori di attività del sindacato. L'Irish Executive Council possiede un maggiore grado di autonomia.
I delegati del Regno Unito, dell'Irlanda e dell'Europa si riuniscono annualmente per eleggere il Consiglio Esecutivo Nazionale, un comitato di ventisette membri, del quale l'assemblea generale nomina anche il presidente, il vicepresidente e il tesoriere.
Il segretario generale, eletto ogni cinque anni, ha la responsabilità dell'amministrazione ordinaria del sindacato ed esercita il potere direttivo sul personale. Il Consiglio Esecutivo Nazionale viene convocato per discutere e assumere decisioni importanti come l'autorizzazione di operazioni industriali.
Il National Union of Journalists pubblica la rivista The Journalist.

## Segretari generali
- 1907: William Watts[4];
- 1918: Harry Richardson[4];
- 1936: Clemente Bundock[5];
- 1952: Jim Bradley[5];
- 1969: Ken Morgan[5];
- 1977: Ken Ashton[5];
- 1985: Harry Conroy[5];
- 1990: Steve Turner[5];
- 1992: John Foster[5];
- 2001: Jeremy Dear;
- 2011: Michelle Stanistreet.